# Банд-е Амір
Банд-е Амір (Band-e Amir) — система семи озер у горах Гіндукуш, на території Афганістану, провінція Баміан. 

## Розташування і загальна характеристика
Розташована за 75 км на північний захід від міста Баміан. Одне з найпопулярніших місць Афганістану — друге за відвідуваністю після Баміанських статуй Будди. 
Включає озера: 
- Банд-е Ґоламан (Band-e Gholaman),
- Банд-е Канбар (Band-e Qanbar),
- Банд-е Гайбат (Band-e Haibat),
- Банд-е Панір (Band-e Panir),
- Банд-е Пудіна (Band-e Pudina),
- Банд-е Зульфікар (Band-e Zulficar),
- Каса Банд (Kassa Band).

Наймальовничіше і найглибше (до 80 м) озеро — Банд-е Гайбат. 
З 2009 р. система озер входить до національного парку Афганістану.

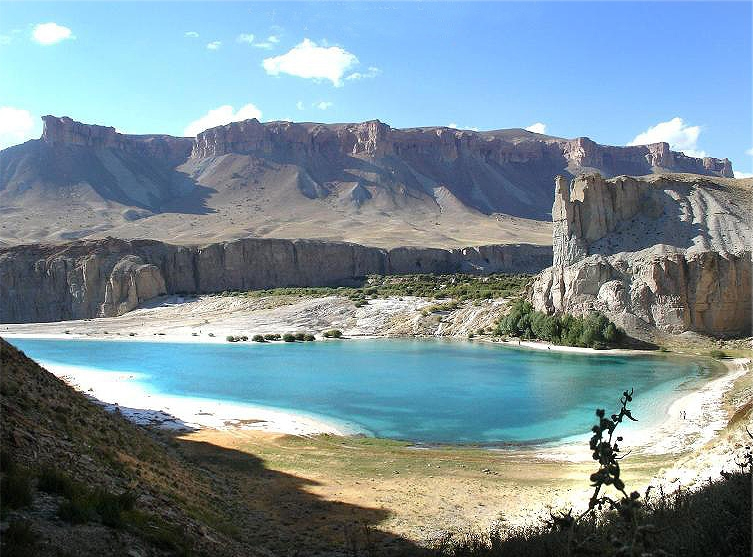
Банд-e Панір
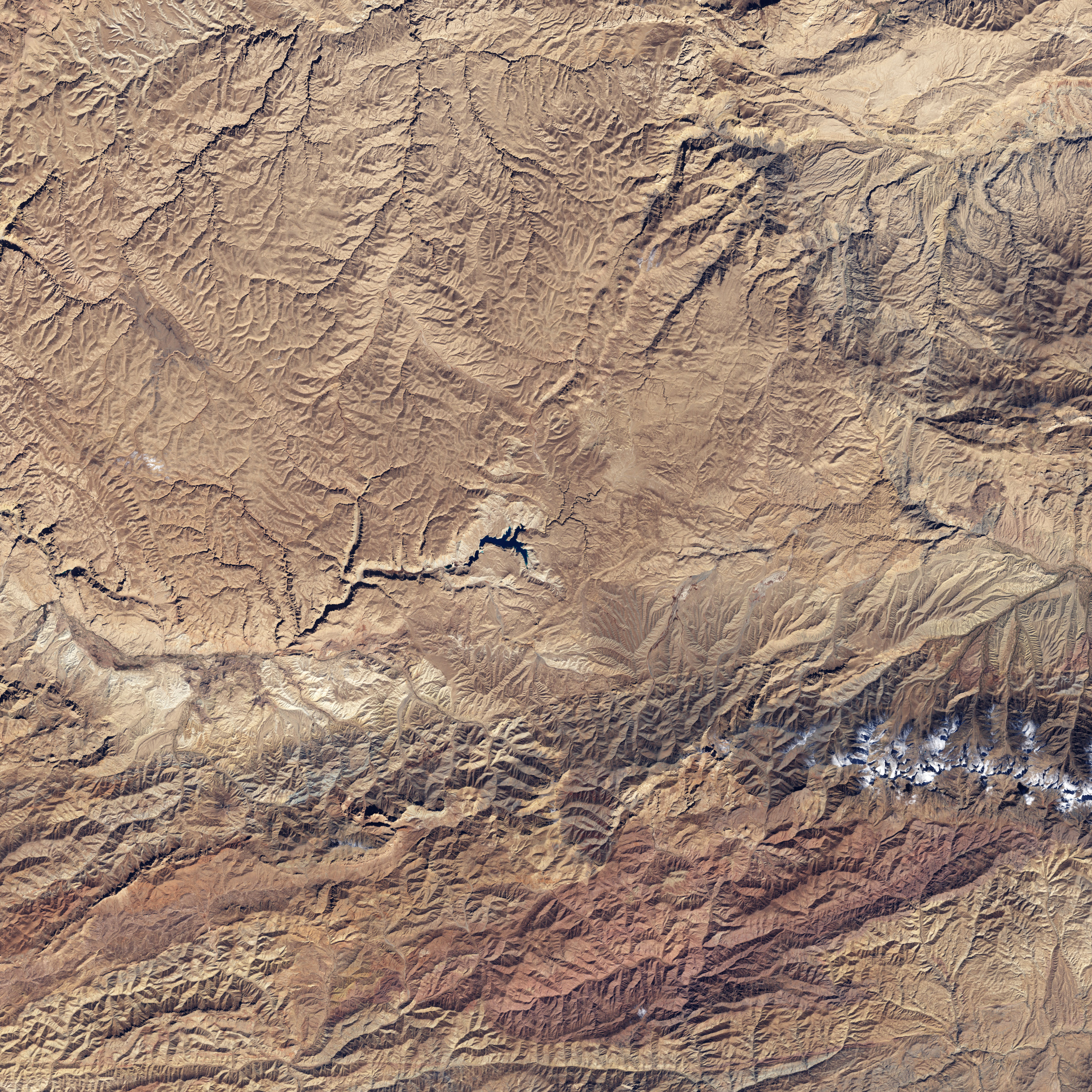
Банд-е Амір з космосу